# Gérard Coliche

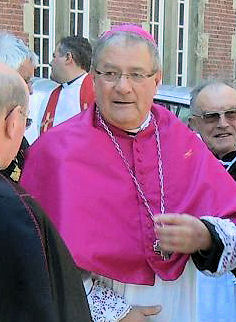
Mgr. Coliche de Lille

Gérard Émile Jean-Louis Coliche (* 17. November 1940 in Béziers, Frankreich) ist ein französischer römisch-katholischer Geistlicher und emeritierter Weihbischof in Lille.

## Leben
Gérard Coliche empfing am 20. Dezember 1969 durch den Bischof von Lille, Adrien Gand, das Sakrament der Priesterweihe.
Am 9. Juli 2009 ernannte ihn Papst Benedikt XVI. zum Titularbischof von Alet und bestellte ihn zum Weihbischof in Lille. Der Erzbischof von Lille, Laurent Ulrich, spendete ihm am 27. September desselben Jahres die Bischofsweihe; Mitkonsekratoren waren der Erzbischof von Cambrai, François Garnier, und der Bischof von Arras, Jean-Paul Jaeger.
Am 22. Februar 2017 nahm Papst Franziskus seinen altersbedingten Rücktritt an.